# Gare d'Itō
La gare d'Itō (伊東駅, Itō-eki) est une gare ferroviaire de la ville d'Itō au Japon. Elle est exploitée conjointement par les compagnies JR East et Izukyū Corporation.

## Situation ferroviaire
La gare d'Itō marque la fin de la ligne Itō et le début de la ligne Izu Kyūkō (les deux lignes sont interconnectées).

## Historique
La gare d'Itō a été inaugurée le 15 décembre 1938.

## Service des voyageurs

### Accueil
La gare dispose d'un bâtiment voyageurs, avec guichets, ouvert tous les jours.

### Desserte
- Ligne Izu Kyūkō :
  - voie 1 : direction Izukyū Shimoda
- Ligne Itō :
  - voies 2 et 3 : direction Atami (interconnexion avec la ligne principale Tōkaidō pour Tokyo)